# 曾直 (1919年)
曾直（1919年—1987年），又名曾树根，男，四川青神人，中华人民共和国政治人物，曾任财政部副部长，交通部副部长、顾问。